# Виноградов, Михаил Юрьевич
Михаи́л Ю́рьевич Виногра́дов (род. 9 апреля 1974, Москва, РСФСР, СССР) — российский политолог и регионовед.

## Биография
Окончил исторический факультет Московского государственного университета им. М. В. Ломоносова (1997).
В 1992—1993 работал научным сотрудником Института массовых политических движений Российско-американского университета. Был участником авторского коллектива сборников «Россия: партии, ассоциации, союзы клубы» (М., 1992—1993). В 1993—1996 — научный сотрудник Центра политической конъюнктуры России. В 1996—1997 — эксперт аналитического отдела АКБ «АвтоВАЗбанк-Москва». В 1997 возглавил Информационно-аналитического управление Центра политической конъюнктуры России. Был первым выпускающим редактором еженедельной серии аналитических документов «Политическая повестка дня». Одновременно с этим с 1998 по 2004 годы был политическим обозревателем еженедельника «Русская мысль» (Париж). В 2001 перешёл на работу в Центр коммуникативных технологий «PRОПАГАНДА», где возглавил департамент политического консультирования, разрабатывал стратегии избирательных кампаний. В 2007—2008 — генеральный директор Центра политической конъюнктуры России. C октября 2008 — президент фонда «Петербургская политика».
Является одним из инициаторов создания политических рейтингов российских регионов. С 2007 совместно с политологом Евгением Минченко на постоянной основе выпускает рейтинг политической выживаемости губернаторов. С 2012 года издаёт рейтинг фонда «Петербургская политика» с оценкой социально-политической устойчивости регионов. Публиковал индекс влияния глав 200 крупнейших городов России, рейтинг инновационной активности в России (совместно с РБК и Российской академией народного хозяйства и государственной службы при Президенте Российской Федерации), ежемесячный Топ-10 любопытных событий в регионах. В 2015 году начал разработку рейтинга вице-губернаторов по внутренней политике.
По итогам 2011 года занял первое место в рейтинге цитируемости персон PR-отрасли, в 2013 был признан самым цитируемым российским политологом. Основной комментатор фонда «Петербургская политика», регулярно включаемого в первую тройку самых упоминаемых российских аналитических центров.
В 2018 году получил контракт с ФоРГО на «информационные услуги» стоимостью 16,5 млн руб., с 2023 года — эксперт ЭИСИ